# Enaliornis
Enaliornis — рід вимерлих гесперорнісоподібних птахів монотипової родини Enaliornitidae. Існував у кінці ранньої крейди (100 млн років тому), що робить його найстарішим відомим гесперорнісоподібним птахом. Скам'янілості були знайдені недалеко від міста Кембридж, Англія. Було описано три види: дрібний Enaliornis sedgwicki, середнього розміру Enaliornis seeleyi та великий Enaliornis barretti. Розмір найбільшою з трьох видів був з великого голуба. Ці види є єдиними птахами, що у даний час складають родину Enaliornithidae.